# Mower County
Mower County är ett administrativt område i delstaten Minnesota i USA. År 2010 hade county 39 163 invånare. Den administrativa huvudorten (county seat) är Austin.

## Politik
Mower County tenderar att rösta på demokraterna. Demokraternas kandidat vann countyt i alla presidentval mellan valen 1960 och 2012. I valet 2016 bröts emellertid trenden då republikanernas kandidat vann countyt.

## Geografi
Enligt United States Census Bureau har countyt en total area på 1 843 km². 1 842 km² av den arean är land och 1 km² är vatten.

### Angränsande countyn
- Dodge County - norr
- Olmsted County - nordost
- Fillmore County - öst
- Howard County, Iowa - sydost
- Mitchell County, Iowa - söder
- Worth County, Iowa - sydväst
- Freeborn County - väst